# Fontaine Mouassine
 (octobre 2021).
La mise en forme du texte ne suit pas les recommandations de Wikipédia : il faut le « wikifier ».
Les points d'amélioration suivants sont les cas les plus fréquents. Le détail des points à revoir est peut-être précisé sur la page de discussion.
- Les titres sont pré-formatés par le logiciel. Ils ne sont ni en capitales, ni en gras.
- Le texte ne doit pas être écrit en capitales (les noms de famille non plus), ni en gras, ni en italique, ni en « petit »…
- Le gras n'est utilisé que pour surligner le titre de l'article dans l'introduction, une seule fois.
- L'italique est rarement utilisé : mots en langue étrangère, titres d'œuvres, noms de bateaux, etc.
- Les citations ne sont pas en italique mais en corps de texte normal. Elles sont entourées par des guillemets français : « et ».
- Les listes à puces sont à éviter, des paragraphes rédigés étant largement préférés. Les tableaux sont à réserver à la présentation de données structurées (résultats, etc.).
- Les appels de note de bas de page (petits chiffres en exposant, introduits par l'outil «  Source ») sont à placer entre la fin de phrase et le point final[comme ça].
- Les liens internes (vers d'autres articles de Wikipédia) sont à choisir avec parcimonie. Créez des liens vers des articles approfondissant le sujet. Les termes génériques sans rapport avec le sujet sont à éviter, ainsi que les répétitions de liens vers un même terme.
- Les liens externes sont à placer uniquement dans une section « Liens externes », à la fin de l'article. Ces liens sont à choisir avec parcimonie suivant les règles définies. Si un lien sert de source à l'article, son insertion dans le texte est à faire par les notes de bas de page.
- La présentation des références doit suivre les conventions bibliographiques. Il est recommandé d'utiliser les modèles {{Ouvrage}}, {{Chapitre}}, {{Article}}, {{Lien web}} et/ou {{Bibliographie}}. Le mode d'édition visuel peut mettre en forme automatiquement les références.
- Insérer une infobox (cadre d'informations à droite) n'est pas obligatoire pour parachever la mise en page.

Pour une aide détaillée, merci de consulter Aide:Wikification.
Si vous pensez que ces points ont été résolus, vous pouvez retirer ce bandeau et améliorer la mise en forme d'un autre article.
La fontaine Mouassine fait partie du complexe religieux de Mouassine à Marrakech; là où la tradition de construire des fontaines publiques est ancienne mais a pris un caractère très monumental à l'époque saadienne.

## Histoire
Le complexe Mouassine comprend une mosquée, une bibliothèque, un hammam et une fontaine. Il comprenait également une école coranique (Msid) qui ne garde plus sa fonction aujourd'hui. La fontaine Mouassine a été construite sous les ordres du sultan saadien Abdellah Al-Ghalib. C’est l’une des plus grandes fontaines de la médina de Marrakech. Elle est située au nord de la salle des ablutions de la mosquée Mouassine et insérée à côté de trois grandes arches qui donnaient accès à des abreuvoirs. La grande fontaine était réservée aux humains tandis que les deux abreuvoirs à côté, couverts de voûtes et ouvrant sur la rue par trois arcades, servaient à abreuver les animaux. La fontaine et les abreuvoirs occupent ensemble une espace rectangulaire mesurant 18,1 mètres de long et 4,7 mètres de large.

## Rôle de la fontaine
La présence du système d’adduction d’eau nécessaire à la mîdhâ et au hammâm conduisait les architectes Saadiens à élever aux abords des mosquées des fontaines abreuvoirs ouvertes. Il s'agissait alors d'assurer le ravitaillement du quartier en eau potable, tout en inscrivant cet acte dans sa dimension religieuse puisque donner à boire constitue dans le monde musulman une des aumônes les plus honorables,.

## Architecture et ornementations
La médina de Marrakech comporte 45 fontaines abreuvoirs. Selon son emplacement, chaque fontaine a une apparence monumentale ou modeste. Les grandes fontaines, comme celle de Mouassine, abondamment décorées, sont situées à côté des mosquées et / ou des mausolées. Ces derniers nécessitent l'attribution d'un aspect architectural et décoratif à leurs annexes telles que les fontaines. En revanche, les petits quartiers doivent aussi avoir une autonomie et un accès à l'eau, leur taille dépend donc de la taille du quartier, certains d'entre elles sont décorées tandis que d'autres sont beaucoup plus simples.
La fontaine Mouassine comporte des piédroits qui soutiennent deux consoles en plâtre sur lesquelles reposent des corbeaux et trois linteaux protégés par un auvent. Le tout est en bois de cèdre décoré de motifs floraux peints et ciselés.

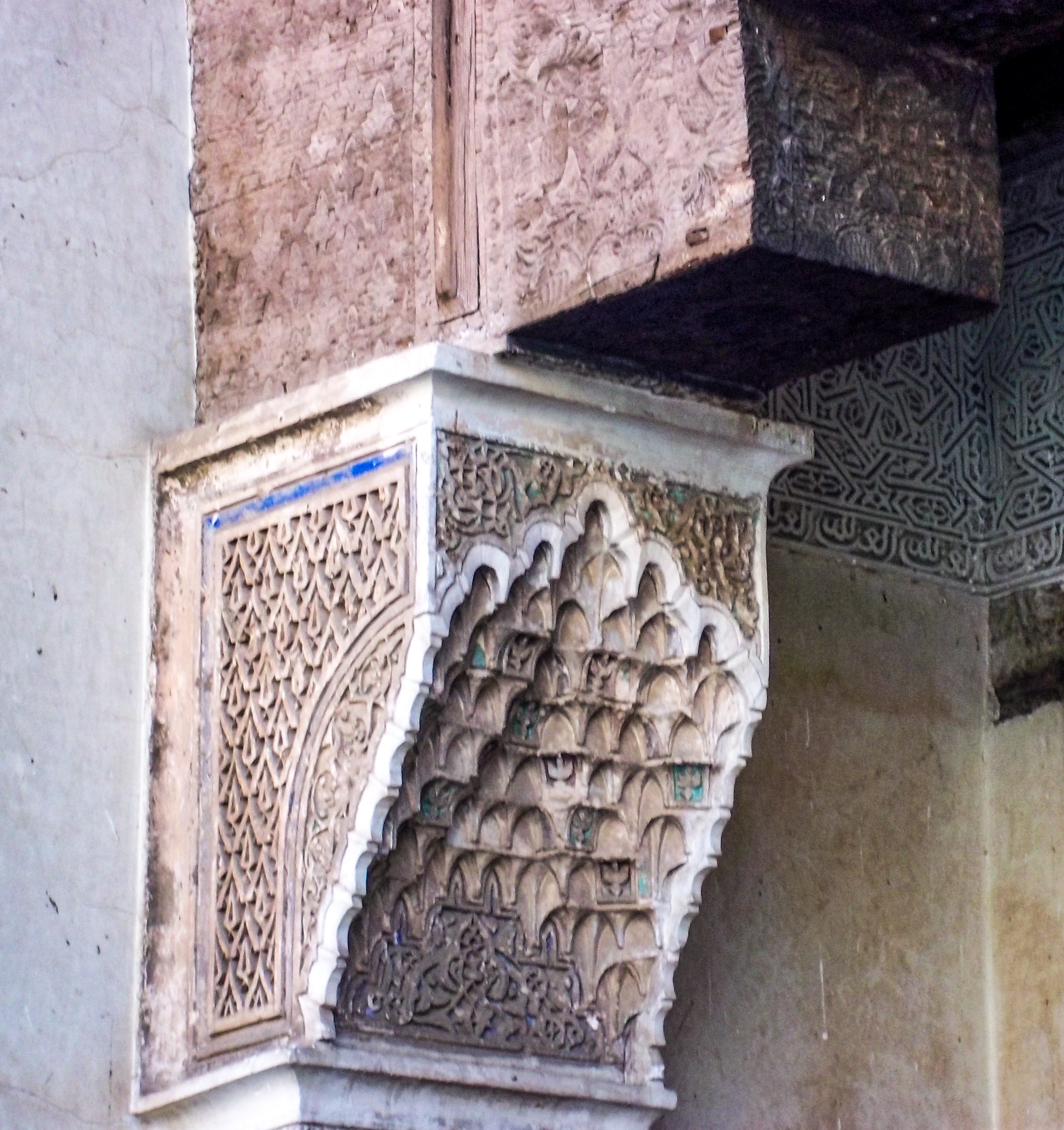
Console en plâtre ciselée et polychrome - Fontaine Mouassine à Marrakech.

À l’intérieur en haut sur une poutre horizontale, une large frise en plâtre sculpté comporte un motif géométrique d’étoile à huit branches nommé « Mtemmen maa’kous ». Ce motif géométrique est inséré entre deux petites frises, moins larges et aussi en plâtre sculpté, répètent l’eulogie  « العز لله » signifiant « La gloire est à Dieu ».

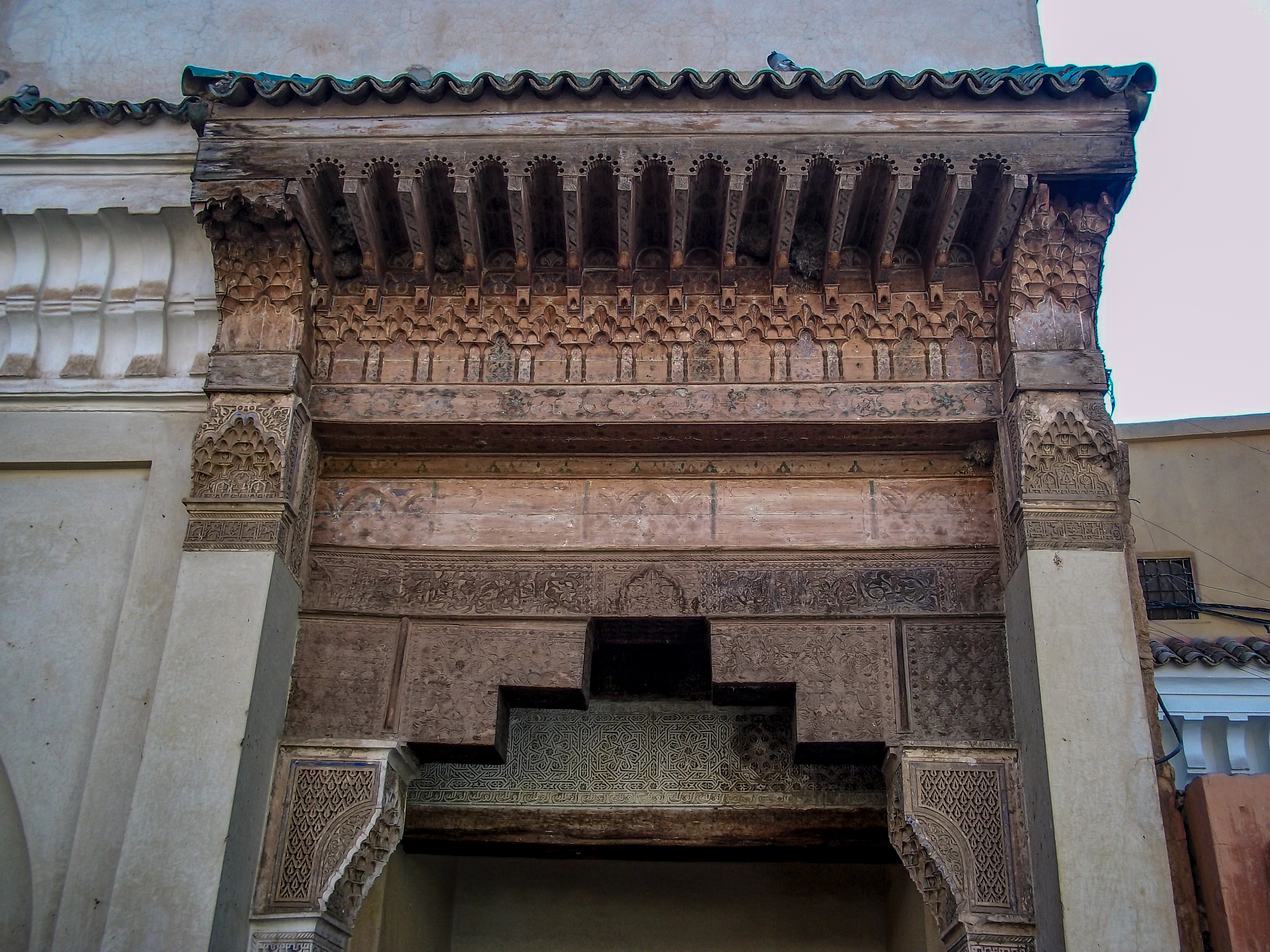
Auvent de la fontaine Mouassine à Marrakech.
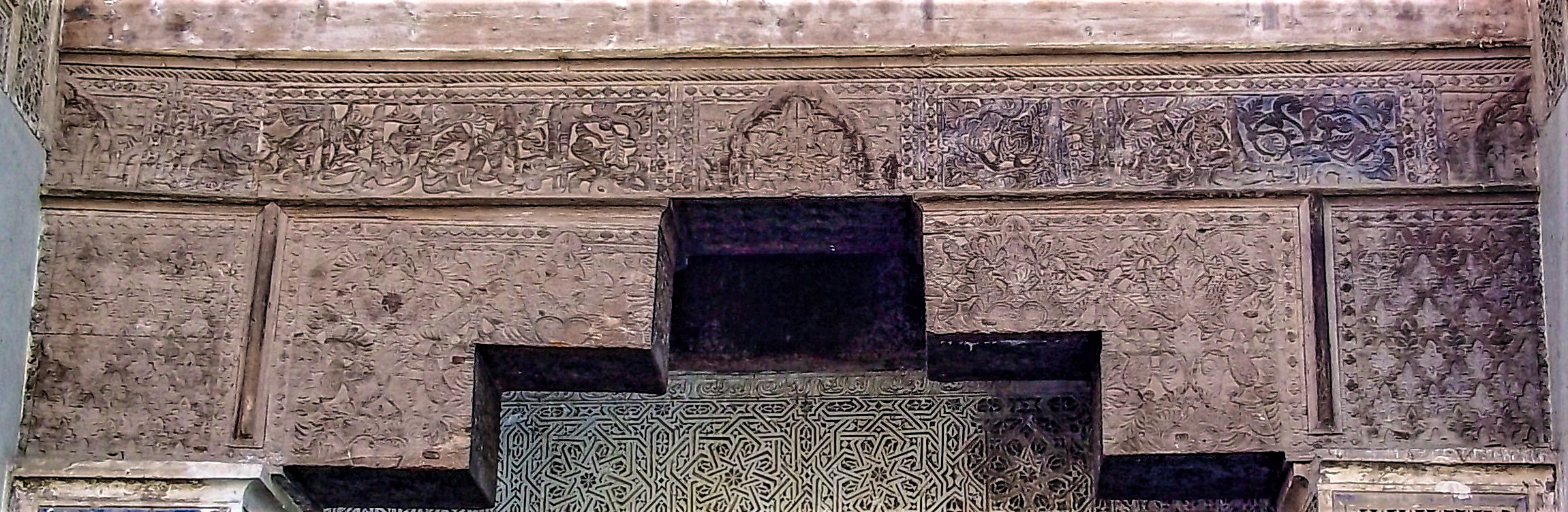
Corbeaux et linteaux - Fontaine Mouassine à Marrakech.

Au-dessus, sur la poutre en bois, une inscription était peinte en noir sur une frise de plâtre qui n’existe plus aujourd’hui. Elle est visible dans une photographie ancienne dans le livre « Things seen in Morocco » de Alec John Dawson (P. 207) et sa restitution a été possible grâce à la reproduction de A. Bernard figurée dans le livre « Géographie pittoresque et monumentale » (P. 206). L’inscription dit :
بُشْرَى فَقَدْ أَنْجَزَ اُلإِقْبَالُ ما وَعَدَا ***** وَكَوْكَبُ اُلمَجْدِ في أُفْقِ العُلا صَعِدَا
« Bonne nouvelle ! Par un sort favorable les promesses sont accomplies ; et l’astre de la gloire monte à l’horizon de la noblesse. »
Les corbeaux sont ornés de motif sculpté et peint, néanmoins la polychromie n’est pas très visible.
Au-dessus des corbeaux, sur le premier linteau, une inscription est ciselée sur deux cartouches dit :
أَحْسَنُ ما صُرِفَ فيه المَقال ***** الحَمْدُ للَّهِ على كُلِّ حــال
« Les plus belles paroles qui ont été prononcées (sont) : Louanges à Dieu en toutes circonstances ! »

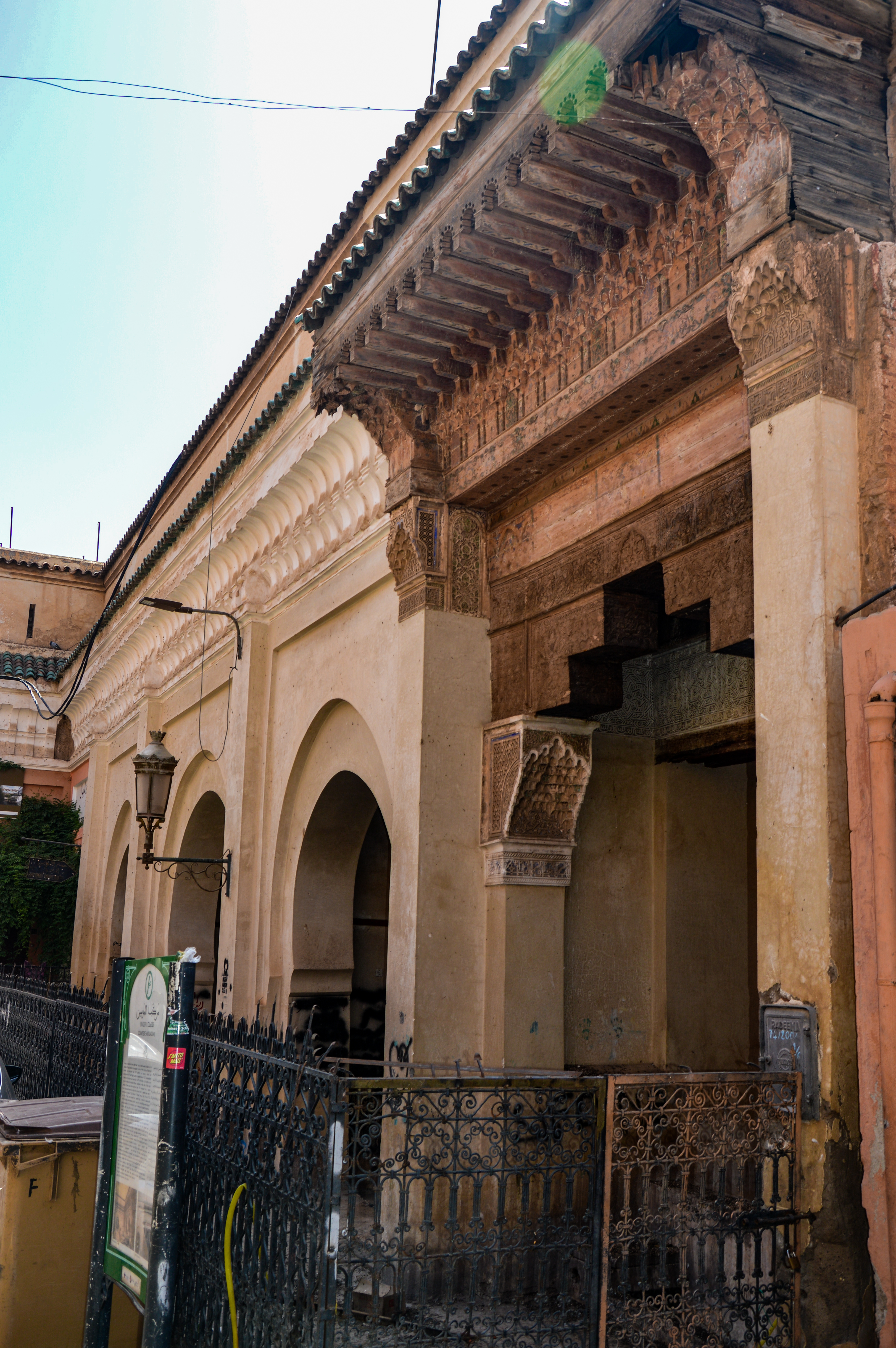
Fontaine Mouassine et les trois grandes arcades à côté.

## Khettara: d’où vient l’eau de la fontaine
Pour alimenter en eau potable les fontaines de la médina  ainsi que les salles d’ablutions des mosquées, les hammams et parfois les grandes maisons, les almoravides ont construit un système hydraulique original appelé Khettara. C'est un tunnel de drainage souterrain qui amène l'eau de la nappe phréatique à la surface du sol, puis la distribue dans toute la ville et irrigue les cultures. Il se compose d'un ensemble de puits verticaux reliés à un tunnel de drainage légèrement en pente qui achemine l'eau vers des citernes ou des réservoirs. Les puits servent à creuser le tunnel souterrain. Et lorsque la construction est terminée, ils jouent un rôle d'aération et facilitent l'accès au tunnel pour l'entretenir.
Le changement climatique a provoqué une baisse du niveau des nappes phréatiques et l'augmentation de la population s'est traduite par une croissance de l'urbanisme. Ce système n'est donc plus suffisant et a par conséquent été abandonné. Cependant, les Khettara sont considérés comme un patrimoine marocain et doivent être préservés.